# ИТ-консалтинг
ИТ-консалтинг (англ. IT-consulting) — консалтинг в сфере информационных технологий (ИТ). Является одним из многочисленных направлений консалтинга (консалтинговых услуг).
ИТ-консалтинг — проектно-ориентированная деятельность, связанная с информационной поддержкой бизнес-процессов, позволяющая дать независимую экспертную оценку эффективности использования информационных технологий.
Основная задача ИТ-консалтинга – создание и развитие внутрикорпоративных информационных систем на базе компьютеризации, телефонизации и др. подобных инноваций. Как следствие, внедрение информационных технологий в практику повышает управленческую эффективность, снижает транзакционные и производственные издержки, увеличивает степень контроля за рыночной ситуацией и т. д.
На сегодняшний день большинство компаний использует ИТ в управлении своим бизнесом. Информационные технологии позволяют делать бизнес более наглядным, более управляемым, более прогнозируемым.
ИТ-консалтинг — это услуга, которую предлагают ИТ-компании (как правило, в вопросах комплексных проектов), а также независимые эксперты в том или ином направлении ИТ (обычно в узком спектре, например, защита от DDOS атак).
Услуга по предоставлению ИТ-консалтинга, как правило, включает следующие пункты:
- Оптимизация затрат на внедрение информационных технологий, ИТ-решений в рамках компании
- Повышение эффективности бизнес-процессов компании
- Повышение управляемости, прозрачности деятельности организации за счет создания единой инфраструктуры (ИТ-инфраструктуры)
- Внедрение систем уровня предприятия (ERP, CRM, Business Intelligence, Groupware-системы, NIS-системы)
- ИТ-аудит (оценка уровня автоматизации)